# Bazyli Kukolnik
Bazyli Kukolnik, w Rosji znany jako Wasilij Grigoriewicz Kukolnik (ros. Василий Григорьевич Кукольник) (ur. 30 stycznia 1765 lub 1767 w Mukaczewie, zm. 6 lutego 1821 w Nieżynie) – pedagog, publicysta i pisarz rolniczy, autor pierwszego polskiego podręcznika szkolnego z zakresu gospodarstwa wiejskiego, pionier nauczania rolniczego w Polsce, w Rosji znany również jako prawnik – znawca prawa rzymskiego i rosyjskiego. Ojciec Płatona, Nestora i Pawła.

## Pochodzenie i nauka
Wywodził się ze starego, karpato-ruskiego i unickiego rodu szlacheckiego, przodkowie jego używali nawet tytułu książęcego (kniaź). Kukolnik był absolwentem uniwersytetu we Lwowie, uczniem A. Hiltebranda. Posiadał tytuł doktora obojga praw, filozofii i nauk wyzwolonych. Był zwolennikiem fizjokratyzmu.

## W Zamościu
Od 1789 mieszkał w Zamościu i pracował w miejscowym Liceum Królewskim (dawnej Akademii Zamojskiej) na stanowisku profesora fizyki, historii naturalnej i nauk ekonomicznych. Po studiach we Lwowie nabył również niezbędną wiedzę w zakresie rolnictwa i technologii. Zainteresowanie tematyką nauk ekonomicznych, rolnictwa i technologii skutkowało pogłębianiem wiedzy z tego zakresu poprzez studiowanie literatury polskiej i zagranicznej, własne doświadczenia prowadzone w swoim majątku w pobliżu Zamościa oraz obserwacje poczynione podczas podróży zagranicznych. Wszystko to stało się punktem wyjścia dla wykładów z zakresu tematyki gospodarstwa wiejskiego i rolnictwa, prowadzonych przez Kukolnika w Zamościu. Program prowadzonych zajęć został ogłoszony drukiem w 1791 i nosił tytuł Treść nauki rolniczej. Stanowił on faktycznie konspekt z wykładów z wiedzy rolniczej i uznawany jest za pierwszy polski podręcznik szkolny z zakresu gospodarstwa wiejskiego. W latach 1795–96 Kukolnik odbył podróż po Niemczech, Czechach i Austrii, zwiedzając wzorcowe gospodarstwa i zapoznając się ze stanem nauk agronomicznych w tych krajach. Plonem podróży był, opublikowany w Zamościu w 1798, kolejny podręcznik zatytułowany Zbiór prawideł ekonomicznych podług starożytnych i teraźniejszych ekonomiki autorów dla uczącej się młodzieży ułożony. Pisząc go, autor oparł się na literaturze fachowej, wynikach własnych doświadczeń agronomicznych oraz badań z zakresu uprawy roli, hodowli roślin, ogrodnictwa i leśnictwa.
Kukolnik był również członkiem Zamojskiego Towarzystwa Ekonomicznego oraz współredaktorem (obok Wojciecha Gutkowskiego) czasopisma Dziennik Ekonomiczny Zamojski, powołanego z inicjatywy Stanisława Kostki Zamoyskiego i ukazującego się w latach 1803–04. Kukolnik prowadził dział ekonomiczny tej gazety.

## W Rosji
W 1803, na zaproszenie Nowosilcowa za rekomendacją Orłaja, karpackiego Rusina żyjącego w Rosji, Kukolnik wyjechał do Petersburga, gdzie otrzymał posadę profesora fizyki w Głównym Instytucie Pedagogicznym. Po dobrym opanowaniu języka rosyjskiego, oprócz fizyki wykładał także chemię, technologię i gospodarstwo wiejskie. Poza tym uczył fizyki doświadczalnej w petersburskim Pierwszym Gimnazjum, fizyki oraz prawa rzymskiego i rosyjskiego na kursach dla urzędników państwowych. Prawo rzymskie wykładał także w Wyższej Szkole Orzeczniczej. W l. 1809–13 był członkiem komisji egzaminacyjnej dla urzędników, a w l. 1813-17 był nauczycielem wielkich książąt Mikołaja (późniejszego cara) i Michała, wykładając im prawo rzymskie i rosyjskie. W 1814 został członkiem Komerc-Kolegium, rosyjskiego urzędu centralnego do spraw handlu. Pełnił tam funkcję wizytatora, odwiedzając i kontrolując państwowe i prywatne placówki edukacyjne w guberni petersburskiej i pskowskiej. W tym okresie pełnił też funkcje członka zarządu Głównego Instytutu Pedagogicznego, w którym też dwukrotnie pełnił obowiązki dyrektora. W 1819 został profesorem prawa pozytywnego nowo powstałego Uniwersytetu w Petersburgu, był także poważnym kandydatem na rektora tego uniwersytetu. Zrezygnował jednak z kandydowania, wkrótce także i z innych funkcji, a następnie w 1820, za namową księcia Kuszielewa-Bezborodko, utworzył i został pierwszym dyrektorem gimnazjum nauk wyższych w Nieżynie. W Nieżynie ujawniły się również jego skłonności depresyjne, które nie leczone, doprowadziły go do samobójstwa na skutek upadku z trzeciego piętra budynku.

## Dzieła
Oprócz artykułów i podręcznika w języku polskim (wspomnianych powyżej) Kukolnik wydał również liczne publikacje w Petersburgu w języku rosyjskim:
- Курс хозяйственных сведений (Kurs danych ekonomicznych), 1805, 12 tomów,
- Экономический журнал (Magazyn Ekonomiczny), 3 części, 1807,
- Начальные основания сельского домоводства (Wstępne założenia domu wiejskiego), 1810 i 1816,
- Начальные основания римского гражданского права (Wstępne założenia rzymskiego prawa cywilnego), 1810,
- Начальные основания российского частного права (Wstępne założenia rosyjskiego prawa prywatnego), 1813,
- Российское частное гражданское право (Rosyjskie prywatne prawo cywilne), 2 części, 1815 i 1818,
- Руководство к преподаванию римского права (Podręcznik do nauki prawa rzymskiego), 2 części, 1821.